# Cerberus (Schiff)
Koordinaten: 37° 58′ 2,5″ S, 145° 0′ 28,3″ O
HMVS Cerberus  war ein britischer Monitor der nach ihm benannten Cerberus-Klasse, der im Jahr 1868 vom Stapel lief. Seine Aufgabe war die Küstenverteidigung der australischen Kolonie Victoria, insbesondere der Hauptstadt Melbourne. In Australien und Neuseeland fürchtete man zu dieser Zeit nach dem Krimkrieg einen potentiellen russischen Angriff, siehe auch Russian scare. Das Schiff erhielt den Namen des mythischen dreiköpfigen Höllenhundes Kerberos, der das Tor zur Unterwelt bewacht.

## Planung und Bau
Die Cerberus war als Kriegsschiff für ihre Zeit sehr fortschrittlich, geradezu revolutionär. Als erstes größeres britisches Kriegsschiff war sie ausschließlich dampfgetrieben und verzichtete auf Masten und Takelage, was es ihr ermöglichte, ihre schwere Bewaffnung in zwei gepanzerten, schwenkbaren Doppeltürmen unterzubringen. Dies war ein großer Schritt nach vorn und wies den Weg zum späteren dampfgetriebenen Linienschiff mit ähnlicher Aufstellung. Allerdings stellte dieser Umstand auch ein gewisses Hindernis dar, da sie über eine nur begrenzte Reichweite unter Dampf verfügte – die damaligen Maschinen waren nicht besonders effizient. In Übereinstimmung mit der damaligen Einsatzdoktrin war ihre Verwendung als Küstenpanzerschiff deshalb nur logisch, da sie sich als solches nie weit von ihrer Basis entfernen musste. Auch die mangelnde Seetüchtigkeit fiel dadurch nicht ins Gewicht.
Die Pläne wurden von Edward James Reed, dem Chefkonstrukteur der Royal Navy, entworfen. Von ihrem Typ wurden insgesamt sieben Schiffe gebaut, welche die Küstenverteidigung in britischen Überseekolonien (z. B. Indien) übernahmen. Gebaut wurde die Cerberus von der Werft Palmer Shipbuilding & Iron Co. am Tyne, England, am 2. Dezember 1868 lief sie vom Stapel, und die Ausrüstung war im September 1870 beendet.
Die beiden Schrauben wurden von zwei senkrechten Zweizylinder-Verbunddampfmaschinen angetrieben, die von der Firma Maudsley and Company stammte. Die Zylinder hatten 4 Fuß (1,1 m) Durchmesser, 27 Fuß (8,2 m) Hub und wurden von vier Dampfkesseln mit 30 lb/m² (207 kPa) Druck betrieben.
Für ihre lange Reise um den Globus zu ihrem Bestimmungsort wurde die Cerberus im Chatham Dockyard mit einem zeitweiligen Oberdeck und erhöhten Bordwänden versehen, um den Freibord und damit die Seetüchtigkeit zu verbessern. Außerdem wurden drei Masten aufgestellt, welche die für die lange Reise benötigten Segel trugen. Unter Lieutenant Panter, der auch die nächsten sieben Jahre das Kommando über das Schiff führen sollte, reiste die Cerberus über den Suezkanal in den Indischen Ozean, dabei machte sie regelmäßige Zwischenaufenthalte zur Kohlenübernahme – beispielsweise in Gibraltar, Malta, Aden und Galle auf Ceylon. Aufgrund der geringen Reichweite unter Dampf war die Reise schwierig, die Bunker des Schiffes fassten lediglich 240 t Kohle, was gerade ausreichend für zehn Tagesreisen bei sechs Knoten Durchschnittsgeschwindigkeit war, danach mussten die Bunker neu befüllt werden. Durch ihren flachen Rumpf mit nur geringem Tiefgang war die Hochseefähigkeit deutlich eingeschränkt, und das Schiff rollte heftig in der schweren See. Doch sie erreichte Melbourne sicher am 9. April 1871.

## Dienstzeit
Die Cerberus wurde Flaggschiff der Marine der Kolonie Victoria und patrouillierte die Bucht vor Melbourne, Port Phillip Bay, viele Jahre lang. 1901, nachdem sich die australischen Kolonien zu einem Bundesstaat zusammenschlossen, wurde sie in die Streitkräfte des Commonwealth integriert und später in die 1911 gegründete Royal Australian Navy. Zu diesem Zeitpunkt war sie allerdings bereits in schlechtem Zustand, ihre Kessel waren 1906 und ihre Hauptbewaffnung 1908 von Bord genommen worden. Bis 1921 diente sie als schwimmendes Munitionslager, dann erhielt sie den neuen Namen Platypus II und wurde für einige Zeit als Lager für Versorgungsgüter der australischen U-Boote der J-Klasse benutzt. Ihr Name Cerberus wurde für eine neue Marinebasis in Flinders südlich von Melbourne verwendet.
Mit der Auflösung der U-Boot-Einheit wurde auch die Platypus II ex Cerberus zum Schrottwert von 409 Pfund an das Abwrackunternehmen Melbourne Salvage Co. Pty. Ltd. verkauft. Am 14. Mai 1924 wurde sie zum Abwracken zur Williamstown Dockyard geschleppt. Einige der Panzerplatten wurden entfernt, bevor der Rest des Rumpfes 1926 an die Kommunalbehörden verkauft wurde, um als Wellenbrecher zu dienen. Am 2. September 1926 wurde sie im drei Meter tiefen Wasser der Half Moon Bay vor Black Rock nahe Melbourne versenkt, wo sie heute noch liegt. Mittlerweile ist der Rumpf stark verrostet und in beklagenswertem Zustand.
Im Jahr 1993 brachen bei einem schweren Sturm tragende Teile des Rumpfes in sich zusammen, wodurch das Wrack zusammensackte. Darauf bildete sich eine Initiative zur Rettung eines der letzten existierenden Schiffe des Schiffstyps Monitor. Die Organisation „Friends of the Cerberus“ (Freunde der Cerberus) betreibt einen Plan zur Stabilisierung, wozu eine Summe von etwa 6,5 Millionen australischen Dollar benötigt wird. Neben Spenden hofft die Organisation auch auf die Bereitstellung von Geldern seitens der australischen Bundesregierung und des Bundesstaates Victoria.

## Das SchwesterschiffMagdalaund weitere ähnliche Schiffe

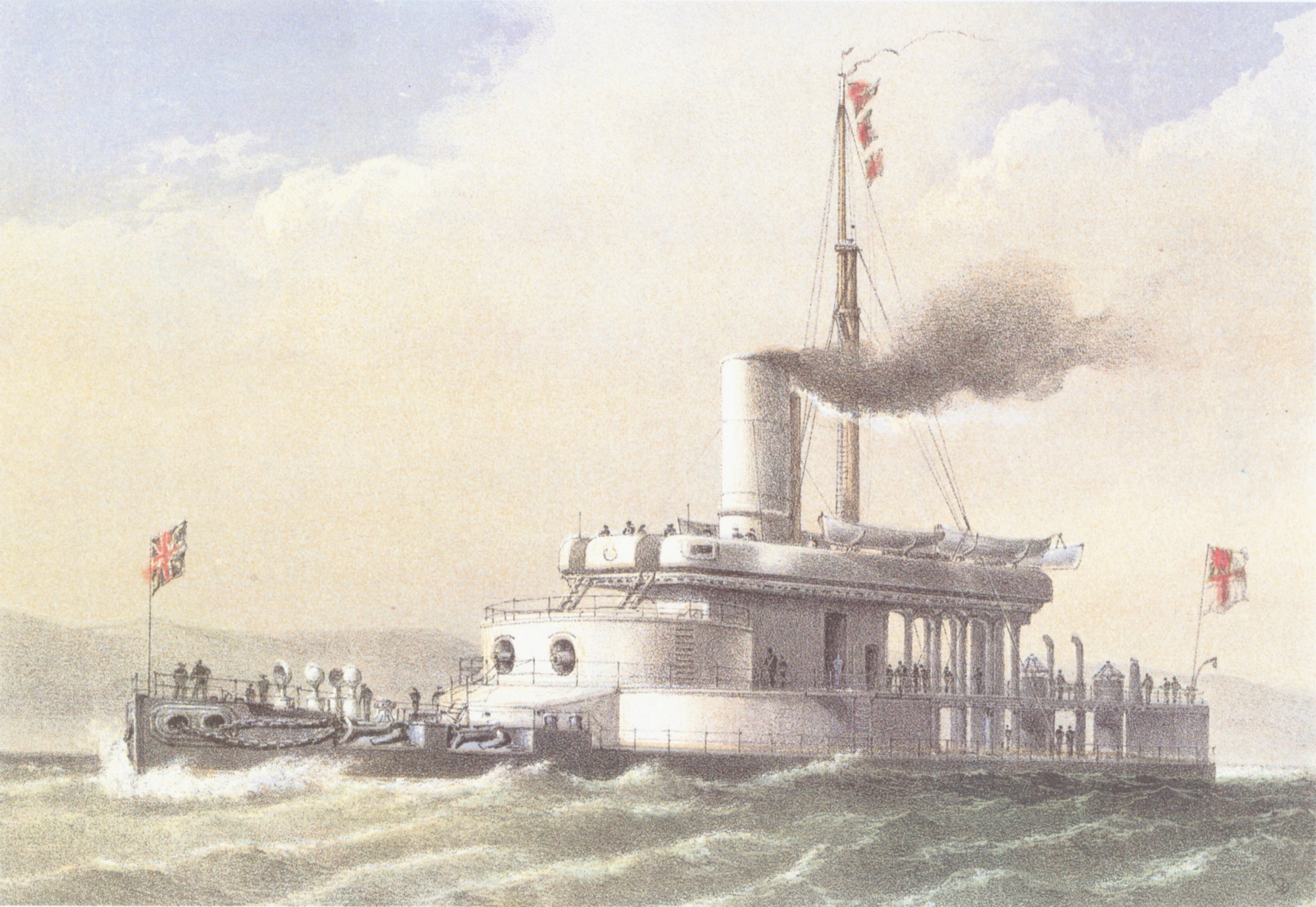
Die Glatton von 1871, das größte Schiff der ersten Serie

Das Schwesterschiff Magdala entstand bei der Thames Ironworks & Shipbuilding Co. bis zum November 1870 für die Her Majesty’s Indian Navy (ab 1892 Royal Indian Marine). Auch auf der Magdala wurde zeitweilig drei Masten aufgestellt, um das Schiff unter Segeln nach Indien zu überführen. Für die Verteidigung Bombays wurden zwei Schiffe für nötig erachtet. Aus Kostengründen wurde allerdings nur eine billigere und kleinere Variante der beiden ersten Monitore bei J. & W. Dudgeon in London bestellt. Das schon im Oktober 1870 als Abyssinia fertiggestellte Schiff wurde anders als die beiden größeren Halbschwestern für die Überführung nicht umgebaut und erreichte Bombay unter eigener Maschinenkraft.
Weitere fünf ähnliche Schiffe erhielt die Royal Navy zwischen 1872 und 1877.